# Koder i DSM-IV
Diagnostic and Statistical Manual of Mental Disorders, 4th. Edition, även känd som DSM-IV är en manual som publiceras av American Psychiatric Association och som täcker alla nu kända psykiatriska sjukdomstillstånd och störningar. Nedan finns en lista på diagnoser och koder från denna handbok för hälso- och sjukvården.
Koderna definierades och är konstruerade för att fungera som specialistläkarnas behov i samverkan med de mer övergripande allmänna klassificeringssystemet ICD-9 och senare ICD-10, som alla läkare använder i sitt dagliga arbete. ICD-systemets avsnitt för de psykiatriska sjukdomarna har inledningsbokstaven F. Mentala störningar, som konstaterats och diagnostiserats, redan i barndomen eller efter missbruk av skadliga substanser alternativt uppstått efter ett fysiskt trauma har i allmänhet kvar dessa diagnoser under livet, men då är syftet att öka förståelsen för nytillkomna diagnoser senare under livet. En del barn som föds friska men utvecklar sjukdomar som påverkar det mentala tillståndet får därför en diagnos både ur ICD för barnsjukdomar och för den psykiatriskt tillkommande delen i de fall där förståndshandikapp tillkommer. Likaså kan dessa grundläggande diagnoser kombineras med förklarande diagnoser ur Z-avsnittet i denna handbok. 
UNS betyder “Utan Närmare Specifikation” och motsvarar det engelska NOS  "Not Otherwise Specified" och används då tillståndet i det enskilda fallet till någon del avviker, så att annan specificerad diagnos inte är tillämplig.  UNS/NOS används också ofta som beteckning under den medicinska utredningen och föregår ofta en mer definitiv diagnosen. Detta har sin motsvarighet inom fysiska specialiteter där exempelvis en akut sjuk människa efter en svår olycka opereras under en diagnos som i den akuta fasen kallas "Akut buk UNS" men under operationens gång får en tydligare eller helt klarlagd diagnos när kirurgen med egna ögon exakt kan konstatera vilka organ som är skadade eller sjuka. 

## Störningar som vanligen diagnostiseras hos spädbarn, barn eller ungdomar

### Mental retardation
- 317 Lindrig mental retardation
- 318.0 Måttlig mental retardation
- 318.1 Svår mental retardation
- 318.2 Djupgående mental retardation
- 319 Mental retardation, svårighetsgrad ospecifierad

### Inlärningsstörningar
- 315.00 Lässvårigheter
- 315.1 Räknesvårigheter
- 315.2 Skrivsvårigheter
- 315.9 Inlärningsstörning UNS

### Motorisk störning
- 315.4 Störd utveckling av koordinationsförmågan

### Kommunikationsstörningar
- 315.31 Störd språklig uttrycksförmåga
- 315.32 Störd språkförståelse kombinerat med störd språklig uttrycksförmåga
- 315.39 Fonologisk störning
- 307.0 Stamning
- 307.9 Kommunikationsstörning UNS

### Genomgripande störningar i utvecklingen
- 299.00  Autistiskt syndrom
- 299.80 Retts syndrom
- 299.10 Desintegrativ störning hos barn
- 299.80 Aspergers syndrom
- 299.80 Genomgripande störning i utvecklingen UNS

### Störningar som domineras av bristande uppmärksamhet och utagerande stört beteende
- Uppmärksamhetsstörning/hyperaktivitet
  - 314.00 huvudsakligen bristande uppmärksamhet
  - 314.01 i kombination
  - 314.01 huvudsakligen hyperaktivitet-impulsivitet
  - 314.9  Uppmärksamhetsstörning/hyperaktivitet UNS
- 312.8 Uppförandestörning
- 313.81 Trotssyndrom
- 312.9 Utagerande stört beteende UNS

### Uppfödningssvårigheter och ätstörningar hos spädbarn eller småbarn
- 307.52 Pica
- 307.53 Idisslande
- 307.59 Uppfödningssvårigheter hos spädbarn eller småbarn

### Tics
- 307.23 Tourettes syndrom
- 307.22 Kroniska motoriska eller vokala tics
- 307.21 Övergående tics
- 307.20 Tics UNS

### Enkopres och enures
- Enkopres
  - 787.6 med förstoppning och överflödesinkontinens
  - 307.7 utan förstoppning och överflödesinkontinens
- 307.6 Enures (utan somatisk grund)

### Övriga störningar hos spädbarn, barn eller ungdomar
- 309.21 Separationsångest
- 313.23 Selektiv mutism
- 313.89 Reaktiv kontaktstörning hos spädbarn eller småbarn
- 307.3 Rörelsestereotypier
- 313.9 Störning UNS hos spädbarn, barn eller ungdomar

## Konfusioner, demenser samt minnesstörningar och övriga kognitiva störningar

### Konfusioner
- 293.0 Konfusion orsakad av... [ange somatisk grund]
- ---.- Konfusion under substansintoxikation
- ---.- Konfusion under substansabstinens
- ---.-- Konfusion UNS

### Demenser
- Demens av Alzheimertyp, tidig debut
  - 290.10 okomplicerad
  - 290.11 med konfusion
  - 290.12 med vanföreställningar
  - 290.13 med depressiv förstämning
- Demens av Alzheimertyp, sen debut
  - 290.0 okomplicerad
  - 290.3 med konfusion
  - 290.20 med vanföreställningar
  - 290.21 med depressiv förstämning
- Vaskulär demens
  - 290.40 okomplicerad
  - 290.41 med konfusion
  - 290.42 med vanföreställningar
  - 290.43 med depressiv förstämning
- 294.9 Demens orsakad av HIV-sjukdom
- 294.1 Demens orsakad av skalltrauma
- 294.1 Demens orsakad av Parkinsons sjukdom
- 294.1 Demens orsakad av Huntingtons sjukdom
- 290.10 Demens orsakad av Creutzfeldt-Jakobs sjukdom
- 290.10 Demens orsakad av Picks sjukdom
- 294.1 Demens orsakad av...[ange somatisk grund som ej finns angiven ovan]
- 294.8 Demens UNS

### Minnesstörningar
- 294.0 Minnesstörning orsakad av...[ange somatisk grund]
- ---.- Substansbetingad varaktig minnesstörning
- 294.8 Minnesstörning UNS

### Övrigakognitivastörning
- 294.9 Kognitiv störning UNS

## Psykiska störningar medsomatiskgrund som inte klassificeras annorstädes
- 293.89 Katatoni orsakad av... [ange somatisk grund]
- 310.1 Personlighetsförändring orsakad av... [ange somatisk grund]
- 293.9 Psykisk störning UNS orsakad av... [ange somatisk grund]

## Substansrelaterade störningar

### Alkoholrelateradestörningar
- 303.90 Alkoholberoende
- 305.00 Alkoholmissbruk
- 303.00 Alkoholintoxikation
- 291.8 Alkoholabstinens
- 291.0 Konfusion under alkoholintoxikation
- 291.0 Konfusion under alkoholabstinens
- 291.2 Alkoholbetingad varaktig demens
- 291.1 Alkoholbetingad varaktig minnesstörning
- 291.x Alkoholbetingat psykotiskt syndrom
  - 291.5 med vanföreställningar
  - 291.3 med hallucinationer
- 291.8 Alkoholbetingat förstämningssyndrom
- 291.8 Alkoholbetingat ångestsyndrom
- 291.8 Alkoholbetingad sexuell funktionsstörning
- 291.8 Alkoholbetingad sömnstörning
- 291.9 Alkoholrelaterad störning UNS

### Amfetaminrelateradestörningar (inkl. amfetaminliknande substanser)
- 304.40 Amfetaminberoende
- 304.70 Amfetaminmissbruk
- 292.89 Amfetaminintoxikation
- 292.0 Amfetaminabstinens
- 282.81 Konfusion under amfetaminintoxikation
- 292.xx Amfetaminbetingat psykotiskt syndrom
  - 292.11 med vanföreställningar
  - 292.12 med hallucinationer
- 292.84 Amfetaminbetingat förstämningssyndrom
- 292.89 Amfetaminbetingat ångestsyndrom
- 292.89 Amfetaminbetingad sexuell funktionsstörning
- 292.89 Amfetaminbetingad sömnstörning
- 292.9 Amfetaminrelaterad störning UNS

### Cannabisrelateradestörningar
- 304.30 Cannabisberoende
- 305.20 Cannabismissbruk
- 292.89 Cannabisintoxikation
- 292.81 Konfusion under cannabisintoxikation
- 292.xx Cannabisbetingat psykotiskt syndrom
  - 292.11 med vanföreställningar
  - 292.12 med hallucinationer
- 292.89 Cannabisbetingat ångestsyndrom
- 292.9 Cannabisrelaterad störning UNS

### Fencyklidin(PCP)-relaterade störningar (inkl. Fencyklidinliknande substancer)
- 304.90 Fencyklidinberoende
- 305.90 Fencyklidinmissbruk
- 292.89 Fencyklidinintoxikation
- 292.81 Konfusion under fencyklidinintoxikation
- 292.xx Fencyklidinbetingat psykotiskt syndrom
  - 292.11 med vanföreställningar
  - 292.12 med hallucinationer
- 292.84 Fencyklidinbetingat förstämningssyndrom
- 292.89 Fencyklidinbetingat ångestsyndrom
- 292.9 Fencyklidinrelaterad störning UNS

### Hallucinogenrelateradestörningar
- 304.50 Hallucinogenberoende
- 305.30 Hallucinogenmissbruk
- 292.89 Hallucinogenintoxikation
- 292.89 Hallucinogenbetingade varaktiga perceptionsstörningar
- 292.81 Konfusion under hallucinogenintoxikation
- 292.xx Hallucinogenbetingat psykotiskt syndrom
  - 292.11 med vanföreställningar
  - 292.12 med hallucinationer
- 292.84 Hallucinogenbetingat förstämningssyndrom
- 292.89 Hallucinogenbetingat ångestsyndrom
- 292.9 Hallucinogenrelaterad störning UNS

### Koffeinrelateradestörningar
- 305.90 Koffeinintoxikation
- 292.89 Koffeinbetingat ångestsyndrom
- 292.89 Koffeinbetingad sömnstörning
- 292.9 Koffeinrelaterad störning UNS

### Kokainrelateradestörningar
- 304.20 Kokainberoende
- 305.60 Kokainmissbruk
- 292.89 Kokainintoxikation
- 292.0 Kokainabstinens
- 292.81 Konfusion under kokainintoxikation
- 292.xx Kokainbetingat psykotiskt syndrom
  - 292.11 med vanföreställningar
  - 292.12 med hallucinationer
- 292.84 Kokainbetingat förstämningssyndrom
- 292.89 Kokainbetingat ångestsyndrom
- 292.89 Kokainbetingad sexuell funktionsstörning
- 292.89 Kokainbetingad sömnstörning
- 292.9 Kokainrelaterad störning UNS

### Lösningsmedelsrelateradestörningar
- 304.60 Lösningsmedelsberoende
- 305.90 Lösningsmedelsmissbruk
- 292.89 Lösningsmedelsintoxikation
- 292.81 Konfusion under lösningsmedelsintoxikation
- 292.82 Lösningsmedelsbetingad varaktig demens
- 292.xx Lösningsmedelsbetingat psykotiskt syndrom
  - 292.11 med vanföreställningar
  - 292.12 med hallucinationer
- 292.84 Lösningsmedelsbetingat förstämningssyndrom
- 292.89 Lösningsmedelsbetingat ångestsyndrom
- 292.9 Lösningsmedelsrelaterad störning UNS

### Nikotinrelateradestörningar
- 305.10 Nikotinberoende
- 292.0 Nikotinabstinens
- 292.9 Nikotinrelaterad störning UNS

### Opiatrelateradestörningar
- 304.00 Opiatberoende
- 305.50 Opiatmissbruk
- 292.89 Opiatintoxikation
- 292.0 Opiatabstinens
- 282.81 Konfusion under opiatintoxikation
- 292.xx Opiatbetingat psykotiskt syndrom
  - 292.11 med vanföreställningar
  - 292.12 med hallucinationer
- 292.84 Opiatbetingat förstämningssyndrom
- 292.89 Opiatbetingad sexuell funktionsstörning
- 292.89 Opiatbetingad sömnstörning
- 292.9 Opiatrelaterad störning UNS

### Störningar betingade avsedativa,hypnotikaelleranxiolytika
- 304.10 Beroende av sedativa, hypnotika eller anxiolytika
- 305.40 Missbruk av sedativa, hypnotika eller anxiolytika
- 292.89 Sedativa-, hypnotika- eller anxiolytikaintoxikation
- 292.0 Sedativa-, hypnotika- eller anxiolytikaabstinens
- 292.81 Konfusion under sedativa-, hypnotika- eller anxiolytikaintoxikation
- 292.81 Konfusion under sedativa-, hypnotika- eller anxiolytikaabstinens
- 292.82 Sedativa-, hypnotika- eller anxiolytikabetingad varaktig demens
- 292.83 Sedativa-, hypnotika- eller anxiolytikabetingad varaktig minnesstörning
- 292.xx Sedativa-, hypnotika- eller anxiolytikabetingat psykotiskt syndrom
  - 292.11 med vanföreställningar
  - 292.12 med hallucinationer
- 292.84 Sedativa-, hypnotika- eller anxiolytikabetingat förstämningssyndrom
- 292.89 Sedativa-, hypnotika- eller anxiolytikabetingat ångestsyndrom
- 292.89 Sedativa-, hypnotika- eller anxiolytikabetingad sexuell funktionsstörning
- 292.89 Sedativa-, hypnotika- eller anxiolytikabetingad sömnstörning
- 292.9 Sedativa-, hypnotika- eller anxiolytikarelaterad störning UNS

### Polysubstansrelaterad störning
- 304.80 Blandberoende

### Annan (eller okänd) substansrelaterade störningar
- 304.90 Annan (eller okänd) substansberoende
- 305.90 Annan (eller okänd) substansmissbruk
- 292.89 Annan (eller okänd) substansintoxikation
- 292.0 Annan (eller okänd) substansabstinens
- 292.81 Annan (eller okänd) substanskonfusion
- 292.82 Annan (eller okänd) substansbetingad varaktig demens
- 292.83 Annan (eller okänd) substansbetingad varaktig minnesstörning
- 292.xx Annan (eller okänd) substansbetingat psykotiskt syndrom
  - 292.11 med vanföreställningar
  - 292.12 med hallucinationer
- 292.84 Annan (eller okänd) substansbetingat förstämningssyndrom
- 292.89 Annan (eller okänd) substansbetingat ångestsyndrom
- 292.89 Annan (eller okänd) substansbetingad sexuell funktionsstörning
- 292.89 Annan (eller okänd) substansbetingad sömnstörning
- 292.9 Annan (eller okänd) substansrelaterad störning UNS

## Schizofreni och andra psykotiska syndrom
- 295.xx Schizofreni
  - 295.30 Paranoid form
  - 295.10 Desorganiserad form (hebefreni)
  - 295.20 Kataton form
  - 295.90 Odifferentierad form
  - 295.60 Residualschizofreni
- 295.40 Schizofreniformt syndrom
- 295.70 Schizoaffektivt syndrom
- 297.1 Vanföreställningssyndrom
- 298.8 Kortvarig psykos
- 297.3 Utvidgad psykos (folie à deux)
- Psykotiskt syndrom orsakat av... [ange somatisk grund]
  - 293.81 med vanföreställningar
  - 293.82 med hallucinationer
- 298.9 Psykotiskt syndrom UNS

## Förstämningssyndrom

### Depressivasyndrom
- 300.4 Dystymi
- Egentlig depression
  - Egentlig depression, enstaka episod
    - 296 21 lindrig
    - 296.22 måttlig
    - 296.23 svår utan psykotiska symtom
    - 296.24 svår med psykotiska symtom
    - 296.25 i partiell remission
    - 296.26 i fullständig remission
    - 296.20 ospecifierad

  - Egentlig depression, återkommande
    - 296.31 lindrig
    - 296.32 måttlig
    - 296.33 svår utan psykotiska symtom
    - 296.34 svår med psykotiska symtom
    - 296.35 i partiell remission
    - 296.36 i fullständig remission
    - 296.30 ospecifierad
- 311 Depression UNS

### Bipolära syndrom
- Bipolärt syndrom
  - 296.0x Bipolär I, enstaka manisk episod
    - 296.01 lindrig
    - 296.02 måttlig
    - 296.03 svår utan psykotiska symtom
    - 296.04 svår med psykotiska symtom
    - 296.05 i partiell remission
    - 296.06 i fullständig remission
    - 296.00 ospecifierad

  - 295.5x Bipolär I, senaste episod depression
    - 296.51 lindrig
    - 296.52 måttlig
    - 296.53 svår utan psykotiska symtom
    - 296.54 svår med psykotiska symtom
    - 296.55 i partiell remission
    - 296.56 i fullständig remission
    - 296.50 ospecifierad

  - 296.40 Bipolär I, senaste episod hypomani
  - 296.4x Bipolär I, senaste episod mani
    - 296.41 lindrig
    - 296.42 måttlig
    - 296.43 svår utan psykotiska symtom
    - 296.44 svår med psykotiska symtom
    - 296.45 i partiell remission
    - 296.46 i fullständig remission
    - 296.40 ospecifierad

  - 296.6x Bipolär I, senaste episod blandad form
    - 296.61 lindrig
    - 296.62 måttlig
    - 296.63 svår utan psykotiska symtom
    - 296.64 svår med psykotiska symtom
    - 296.65 i partiell remission
    - 296.66 i fullständig remission
    - 296.60 ospecifierad

  - 296.7 Bipolär I, senaste episod ospecifierad
  - 296.89 Bipolär II
- 301.13 Cyklotymi
  - 296.80 Bipolärt syndrom UNS
- Förstämningssyndrom
  - 293.83 Förstämningssyndrom orsakat av... [ange somatisk grund]
  - ---.-- Substansbetingat förstämningssyndrom
  - 296.90 Förstämningssyndrom UNS

## Ångestsyndrom
- 300.01 Paniksyndrom utan agorafobi
- 300.21 Paniksyndrom med agorafobi
- 300.22 Agorafobi utan anamnes på paniksyndrom
- 300.29 Specifik fobi
- 300.23 Social fobi
- 300.3 Tvångssyndrom
- 309.81 Posttraumatiskt stressyndrom
- 308.3 Akut stressyndrom
- 300.02 Generaliserat ångestsyndrom
- 293.89 Ångestsyndrom orsakat av... [ange somatisk grund]
- 300.00 Ångestsyndrom UNS

## Somatoforma syndrom
- 300.81 Somatiseringssyndrom
- 300.81 Odifferentierat somatoformt syndrom
- 300.11 Konversionssyndrom
- 307.xx Somatoformt (idiopatiskt) smärtsyndrom
  - 307.80 psykogent
  - 307.90 både psykogent och somatogent
- 300.7 Hypokondri
- 300.7 Dysmorfofobi
- 300.81 Somatoformt syndrom UNS

## Patomimier
- Patomimi
  - 300.16 med huvudsakligen psykiska symtom
  - 300.19 med huvudsakligen somatiska symtom
  - 300.19 med både psykiska och somatiska symtom
- 300.19 Patomimi UNS

## Dissociativa störningar
- 300.12 Dissociativ amnesi
- 300.13 Dissociativ fugue (ambulatorisk automatism)
- 300.14 Dissociativ identitetsstörning
- 300.6 Depersonalisationssyndrom
- 300.15 Dissociativt syndrom UNS

## Sexuella störningarochkönsidentitetsstörningar

### Sexuella funktionsstörningar
- Störd sexualdrift
  - 302.71 Nedsatt sexualdrift
  - 302.79 Sexuell motvilja
- Hämmad förmåga till sexuell upphetsning
  - 302.72 Hämmad förmåga till sexuell upphetsning hos kvinnor
  - 302.72 Impotens
- Orgasmstörningar
  - 302.73 Orgasmstörningar hos kvinnor
  - 302.74 Orgasmstörningar hos män
  - 302.75 Prematur ejakulation
- Sexuella smärtsyndrom
  - 302.76 Dyspareuni (utan somatisk grund)
  - 306.51 Vaginism (utan somatisk grund)
- Sexuella funktionsstörningar orsakade av somatiska faktorer
  - 625.8 Nedsatt sexualdrift hos kvinnor orsakad av... [ange somatisk grund]
  - 608.89 Nedsatt sexualdrift hos män orsakad av... [ange somatisk grund]
  - 607.84 Impotens orsakad av... [ange somatisk grund]
  - 625.0 Dyspareuni hos kvinnor orsakad av... [ange somatisk grund]
  - 608.89 Dyspareuni hos män orsakad av... [ange somatisk grund]
  - 625.8 Annan sexuell funktionsstörning hos kvinnor orsakad av... [ange somatisk grund]
  - 608.89 Annan sexuell funktionsstörning hos män orsakad av... [ange somatisk grund]
  - ---.-- Substansbetingad sexuell funktionsstörning
  - 302.70 Sexuell funktionsstörning UNS

### Sexuella avvikelser
- 302.4 Exhibitionism
- 302.81 Fetischism
- 302.89 Frotteurism
- 302.2 Pedofili
- 302.83 Sexuell masochism
- 302.84 Sexuell sadism
- 302.3 Transvestitisk fetischism
- 302.82 Voyeurism
- 302.9 Sexuell avvikelse UNS

### Könsidentitetsstörningar
- Könsidentitetsstörning
  - 302.6 hos barn
  - 302.85 hos ungdomar och vuxna
  - 302.6 Könsidentitetsstörning UNS

### Övrigt
- Sexuell störning UNS

## Ätstörningar
- 307.1 Anorexia nervosa
- 307.51 Bulimia nervosa
- 307.50 Ätstörning UNS

## Sömnstörningar

### Primära sömnstörningar
- Dyssomnier
  - 307.42 Primär insomni
  - 307.44 Primär hypersomni
  - 347 Narkolepsi
  - 780.59 Andningsrelaterad sömnstörning
  - 307.45 Störd dygnsrytm
  - 307.47 Dyssomni UNS
- Parasomnier
  - 307.47 Mardrömmar
  - 307.46 Nattskräck (pavor nocturnus)
  - 307.46 Sömngång
  - 307.47 Parasomni UNS

### Sömnstörningar relaterade till annan psykisk störning eller sjukdom
- 307.42 Insomni i samband med... [ange diagnos på axel I eller axel II]
- 307.44 Hypersomni i samband med...[ange diagnos på axel I eller axel II]

### Andra sömnstörningar
- 780.xx Sömningstörning orsakad av orsakad av... [ange somatisk grund]
  - 780.52 insomni
  - 780.54 hypersomni
  - 780.59 parasomni
  - 780.59 blandad sömnstörning

## Impulskontrollstörningar som ej klassificeras annorstädes
- 312.34 Intermittent explosivitet
- 312.32 Kleptomani
- 312.33 Pyromani
- 312.31 Spelmani
- 312.39 Trichotillomani
- 312.30 Impulskontrollstörning UNS

## Maladaptiva stressreaktioner
- 309.xx Maladaptiv stressreaktion
  - 309.0 med nedstämdhet
  - 309.24 med ångestkänslor
  - 309.28 med både ångest och nedstämdhet
  - 309.3 med stört beteende
  - 309.4 med både emotionella störningar och stört beteende
- 309.9 Maladaptiv stressreaktion UNS

## Personlighetsstörningar
- 301.0 Paranoid personlighetsstörning
- 301.20 Schizoid personlighetsstörning
- 301.22 Schizotyp personlighetsstörning
- 301.7 Antisocial personlighetsstörning
- 301.83 Borderline personlighetsstörning
- 301.50 Histrionisk personlighetsstörning
- 301.81 Narcissistisk personlighetsstörning
- 301.82 Fobisk personlighetsstörning
- 301.6 Osjälvständig personlighetsstörning
- 301.4 Tvångsmässig personlighetsstörning
- 301.9 Personlighetsstörning UNS

## Andra tillstånd som kan vara i fokus för klinisk utredning och behandling

### Psykiska faktorer som påverkarsomatisksjukdom
- 316 ... [Specifik psykisk faktor] som påverkar... [ange somatisk sjukdom]

### Rörelsepåverkan orsakad av medicinering
- 332.1 Parkinsonism orsakad av neuroleptika
- 333.92 Malignt neuroleptikasyndrom
- 333.7 Akut dystoni orsakad av neuroleptika
- 333.99 Akut akatisi orsakad av neuroleptika
- 333.82 Tardiv dyskinesi orsakad av neuroleptika
- 333.1 Postural tremor orsakad av medicinering
- 333.90 Rörelsepåverkan UNS orsakad av medicinering

### Andra störningar orsakade av medicinering
- 995.2 Medicinbiverkan UNS

### Relationsproblem
- V61.9 Problem som förknippas med en psykisk störning eller somatisk sjukdom
- V61.20 Problem mellan föräldrar och barn
- V61.1 Samlevnadsproblem
- V61.8 Problem mellan syskon
- V62.81 Relationsproblem UNS

### Problem relaterade till övergrepp eller försummelser
- V61.21 Fysisk misshandel av barn
- V61.21 Sexuella övergrepp mot barn
- V61.21 Försummelse av barn
- V61.1 Fysisk misshandel av vuxen
- V61.1 Sexuella övergrepp mot vuxen

### Övriga tillstånd som kan vara i fokus för klinisk utredning och behandling
- V15.81 Bristande behandlingsföljsamhet
- V65.2 Simulering
- V71.01 Antisocialt beteende hos vuxna
- V71.02 Antisocialt beteende hos barn eller ungdomar
- V62.89 Marginell mental retardation
- 780.9 Åldersrelaterad kognitiv störning
- V62.82 Okomplicerad sorg
- V62.3 Studieproblem
- V62.2 Problem i arbetslivet
- 313.82 Identitetsproblem
- V62.89 Religiösa eller andliga problem
- V62.4 Kulturella anpassningssvårigheter
- V62.89 Livskriser

## Övriga koder
- 300.9 Ospecificerad psykisk störning (ej psykotisk)
- V71.09 Diagnos eller tillstånd på axel I föreligger ej
- 799.8 Diagnos eller tillstånd på axel I ej fastställd
- V71.09 Diagnos på axel II föreligger ej
- 799.9 Diagnos på axel II ej fastställd

## Kritik
Den diagnostiska kulturen är ett begrepp som belyser att diagnostik i sig kan anses lika viktigt eller viktigare än adekvat behandling. Antalet diagnoser, särskilt psykiatriska sådana, växer lavinartat, och de som klubbas i DSM-IV har ibland påståtts tillkomma genom omröstning av ett litet fåtal personer på American Psychiatric Associations sammanträden.